# Jason Koumas
Jason Koumas (Wrexham, 25 september 1979) is een voormalig profvoetballer uit Wales die zijn loopbaan in 2015 beëindigde bij de Engelse club Tranmere Rovers. Bij die club was hij zijn profcarrière ook begonnen. Koumas speelde eerder voor onder meer West Bromwich Albion en Wigan Athletic.

## Interlandcarrière
Koumas kwam in totaal 34 keer (tien doelpunten) uit voor de nationale ploeg van Wales in de periode 2001–2009. Onder leiding van bondscoach Mark Hughes maakte hij zijn debuut op 6 juni 2001 in de WK-kwalificatiewedstrijd tegen Oekraïne, die eindigde in een 1-1 gelijkspel. Hij viel in dat duel na 72 minuten in voor Nathan Blake.